# Fosso dell'Eremo delle Carceri (Monte Subasio)
Fosso dell'Eremo delle Carceri (Monte Subasio) este o arie protejată (arie specială de conservare — SAC, sit de importanță comunitară — SCI) din Italia întinsă pe o suprafață de 64 ha, integral pe uscat.

## Localizare
Centrul sitului Fosso dell'Eremo delle Carceri (Monte Subasio) este situat la coordonatele 43°03′43″N 12°39′05″E / 43.061944°N 12.651389°E.

## Înființare
Situl Fosso dell'Eremo delle Carceri (Monte Subasio) a fost declarat sit de importanță comunitară în iunie 1995 pentru a proteja 47 de specii de animale. Situl a fost protejat și ca arie specială de conservare în august 2014.

## Biodiversitate
Situată în ecoregiunea mediteraneană, aria protejată conține 2 habitate naturale: Păduri de stejar alb estice, Păduri de Quercus ilex și Quercus rotundifolia.
La baza desemnării sitului se află mai multe specii protejate:
- păsări (45): uliu păsărar (Accipiter nisus), pițigoi codat (Aegithalos caudatus), lăstunul mare (Apus apus), ciuf-de-pădure (Asio otus), cucuvea (Athene noctua), sticlete (Carduelis carduelis), Certhia brachydactyla, florinte (Chloris chloris), porumbel gulerat (Columba palumbus), cioară neagră (Corvus corone), Corvus monedula, cuc (Cuculus canorus), pițigoi albastru (Cyanistes caeruleus), lăstun de casă (Delichon urbicum), măcăleandru (Erithacus rubecula), șoimul rândunelelor (Falco subbuteo), vânturel roșu (Falco tinnunculus), cinteză (Fringilla coelebs), gaiță (Garrulus glandarius), rândunică (Hirundo rustica), privighetoare (Luscinia megarhynchos), muscar sur (Muscicapa striata), grangur (Oriolus oriolus), pițigoi mare (Parus major), vrabie de câmp (Passer montanus), pițigoi de brădet (Periparus ater), codroș de munte (Phoenicurus ochruros), codroșul de pădure (Phoenicurus phoenicurus), pitulice de munte (Phylloscopus bonelli), pitulice de munte (Phylloscopus collybita), ciocănitoarea verde (Picus viridis), pițigoi sur (Poecile palustris), mugurarul (Pyrrhula pyrrhula), aușel sprâncenat (Regulus ignicapilla), cănăraș (Serinus serinus), țiclete (Sitta europaea), turturică (Streptopelia turtur), huhurez mic (Strix aluco), silvie cu cap negru (Sylvia atricapilla), silvie mediteraneană (Sylvia melanocephala), pănțărușul (Troglodytes troglodytes), mierlă (Turdus merula), sturz-cântător (Turdus philomelos), sturzul de vâsc (Turdus viscivorus), pupăză (Upupa epops)
- nevertebrate (2): croitorul mare al stejarului (Cerambyx cerdo), rădașcă (Lucanus cervus)

Pe lângă speciile protejate, pe teritoriul sitului au mai fost identificate 2 specii de plante, 1 specie de păsări, 3 specii de mamifere, 4 specii de reptile.